# Jon Carin
Jon Carin (ur. 21 października 1964 w Nowym Jorku) – amerykański muzyk, producent, twórca tekstów i programista. Gra głównie na instrumentach klawiszowych i śpiewa. Ponadto gra na gitarze akustycznej, elektrycznej i na basie.

## Kariera muzyczna
W latach osiemdziesiątych lider zespołu Industry. Był w nim wokalistą i grał na klawiszach oraz gitarze. W 1984 roku grupa Industry wydała pierwszy singel,  "State of the Nation". W tym samym roku został wydany pierwszy album zespołu, który odniósł spory sukces - "Stranger To Stranger". Po rozpadzie zespołu, został zaproszony do współpracy z Bryanem Ferrym nad albumem,  "Boys and Girls".
13 lipca 1985 roku wystąpił z zespołem Bryana Ferry'ego na Live Aid, gdzie poznał Davida Gilmoura. Gilmour zaproponował Carinowi pracę nad albumem Pink Floyd,  "A Momentary Lapse of Reason". Następnie Jon Carin wziął udział w tournée promującym płytę, której trasę udokumentował album koncertowy,  "Delicate Sound of Thunder". W 1994 roku został wydany kolejny album Pink Floyd,  "The Division Bell", w którym niemały udział ma Jon Carin. W tym samym roku wziął udział w trasie koncertowej promującej ten album, co również zaowocowało wydaniem podwójnego albumu koncertowego, "Pulse".
Jon Carin współpracował również z Rogerem Watersem przy albumach "In The Flesh" w 2000 roku i "Flickering Flame" w 2002 r. W 2006 r. wziął udział w tournée promującym album Davida Gilmoura,  "On an Island" i tournée Watersa, "The Dark Side Of The Moon Live Tour", które zakończyło się w 2008 roku.
10 maja 2007 roku na koncercie poświęconym pamięci Syda Barretta, razem z Rogerem Watersem wykonał utwór Flickering Flame.